# アンドレア・ファッリ
アンドレア・ファッリ（Andrea Farri、1982年2月11日 - ）はイタリアの作曲家。

## 参加作品
- 泣いたり笑ったり
- ザ・グレイテスト・キング
- いつだってやめられる 7人の危ない教授たち
- 妹の誘惑
- 少女たちの棘